# Extremisme
Extremisme is een vorm van radicalisme met een tot het uiterste doorgetrokken ideologie waarbij de bereidheid tot het sluiten van compromissen ontbreekt.
Extremisme komt voor bij politieke en religieuze ideologieën. Waar radicalisme zich kenmerkt door ver van het centrum van de maatschappij te staan en de status quo af te wijzen, kenmerkt extremisme zich door systematische pogingen om die ideologie tot in de uiterste consequenties in alle delen van de samenleving door te voeren. In tegenstelling tot activisme, worden er bij extremisme doelen of middelen nagestreefd en ingezet die buiten de wettelijke kaders vallen, waaronder soms geweld, en zijn daarmee vaak on- of zelfs anti-democratisch. Daardoor vormen ze een gevaar voor de democratische rechtsorde.
Extremisme kan zover gaan dat gepoogd wordt een politieke of sociale verandering te veroorzaken. Als daarbij grens- en wet-overschrijdende of anti-democratische doelen worden gebruikt om angst aan te jagen met grof geweld, dan is er sprake van terrorisme. De term extremisme wordt vrijwel nooit gebruikt door groepen om zichzelf mee aan de duiden.
Het aanhangen van een extremistische ideologie kan voortkomen uit psychische nood, waarbij de relatief simplistische, zwart-wit-perceptie van de sociale wereld de extremisten overmoedig maakt in hun oordeel en minder tolerant ten opzichte van verschillende groepen en opinies dan gematigde politici.

## Psychologie
Vaak volgt extremisme dan ook pas na het aansluiten bij een extremistische groep. De hechtheid en geheimzinnigheid in combinatie met sensatie zijn in eerste instantie veelal de drijfveer, waarna een al in meer of mindere mate bestaande ideologie versterkt wordt tot extremisme. Deviant gedrag door groepen waartegen al een afkeer bestaat, kan dan – veelal via cherry picking en voorkeur voor bevestiging (confirmation bias) – bevestigend werken. Daarnaast kan een gevoel van relatieve deprivatie – ontevredenheid door de relatieve positie ten opzichte van een ander – bijdragen aan extremisme, net als de behoefte tot Gemeinschaft – ergens bijhoren.

## Macht
Extremisme kan ook voortkomen door een gebrek aan macht zoals onderhandelingsmacht. Extremistisch handelen kan dan een poging zijn om die macht te vergroten. De tactieken hoeven daarbij niet altijd veel te verschillen van die van de zittende macht. Doordat die laatste in veel gevallen ook de definitiemacht heeft, kan deze handelingen van de andere partij als extremistisch benoemen. Zo kan iemand voor de één een extremistische terrorist zijn, maar voor de ander een vrijheidsstrijder. Verschillende mechanismes van morele ontkoppeling kunnen dan bezwaren tegen extremistisch handelen wegnemen. Door onderscheid te maken tussen de ingroup en de outgroup kan het exceptionalisme van de eigen groep benadrukt worden.
Waar voorgaande geldt voor een groep als geheel, kan een individu ook gebruikmaken van extremisme om de eigen machtspositie te versterken, mogelijk zelfs zonder zelf de ideologie te onderschrijven.
Ideologieën die door de critici ervan als extremistisch worden aangeduid zijn:
- Extreemlinks
- Extreemrechts
- Fascisme
- Nationaalsocialisme

Radicaal en soms extremistisch zijn:
- Anarchisme
- Communisme
  - Stalinisme
  - Maoïsme
- Fanatisme
- Fundamentalisme
- Islamisme
- Radicalisme